# Silvio Bagolini
Silvio Bagolini (* 4. August 1914 in Bologna; † 26. September 1976 ebenda) war ein italienischer Schauspieler.

## Leben
Bagolini besuchte das Centro Sperimentale di Cinematografia und schloss im Fach Schauspiel ab. Während der 1930er- und der Kriegsjahre bewies er in seinen Nebenrollen großes Einfühlungsvermögen und eine beachtliche Bandbreite. Seine nicht gerade schönen Gesichtszüge, verbunden mit einem naiven Lächeln und einer hohen Sprechstimme ließen ihn zum Darsteller für ängstliche, schüchterne Menschen, die aber von großer Warmherzigkeit durchdrungen sind, werden. Auch während der 1950er Jahre spielte er hauptsächlich diesen Rollentyp, nun neben Kollegen wie Marcello Mastroianni und Alberto Sordi. Gegen Ende seiner Karriere wurde er immer häufiger als kauziger Alter in Genrefilmen besetzt. Seine Filmografie umfasst 140 Titel.
Neben seiner schauspielerischen Tätigkeit widmete sich Bagolini auch der Malerei und dem Bildhauen.

## Filmografie (Auswahl)
- 1936: 13 uomini e 1 cannone
- 1938: Stürme über Morreale (Ettore Fieramosca)
- 1938: Zwischen Leben und Tod (Luciano Serra pilota)
- 1940: Kampf um den Alcazar (L'assedio dell'Alcazar)
- 1942: Bengasi
- 1942: Lüge einer Sommernacht (4 passi fra le nuvole)
- 1942: Zum schwarzen Panther (La pantera nera)
- 1950: Der Göttergatte (Prima comunione)
- 1951: Andere Zeiten (Altri tempi)
- 1951: Das große Ferienabenteuer (Vacanze col gangster)
- 1952: Il bandolero stanco
- 1952: Die Frau, die die Liebe erfand (La donna che inventò l'amore)
- 1952: Frau für eine Nacht (Moglie per una notte)
- 1952: Ein Kreuz ohne Namen (Una croce senza nome)
- 1952: Lucrezia, die rote Korsarin (Jolanda la figlia del Corsaro Nero)
- 1952: Der Mantel (Il cappotto)
- 1953: Erste Liebe  (Primo amore)
- 1953: Puccini – Liebling der Frauen (Puccini)
- 1953: Vitelloni (Die Müßiggänger) (I Vitelloni)
- 1954: Dein ist mein Herz – Schuberts große Liebe (Sinfonia d'amore)
- 1954: Gekreuzte Klingen (Il Maestro di Don Giovanni)
- 1955: Eine Frau für schwache Stunden (La bella mugnaia)
- 1956: Die schwarzen Ritter von Borgoforte (Giovanni dalle Bande Nere)
- 1957: Du bist mein Schicksal (Amarti è il mio destino)
- 1957: Eine Nacht mit 16 Blondinen (Serenate per 16 bionde)
- 1958: Liebe und Verdruß (Amore e guai…)
- 1959: Theaterträume (Il mondo dei miracoli)
- 1960: Aufstand der Tscherkessen (I cosacchi)
- 1961: Der Gefangene der eisernen Maske (La vendetta della maschera di ferro)
- 1961: Suleiman, der Eroberer (Solimano il conquistatore)
- 1962: Boccaccio '70
- 1963: Cesare Borgia (Il duca nero)
- 1964: Der Donnerstag (Il giovedì)
- 1966: Das Finale liefert Zorro (Zorro il ribelle)
- 1966: Joe Fleming rechnet ab (Furia a Marrakech)
- 1967: Django – der Bastard (Per 100.000 dollari t'ammazzo)
- 1967: Stirb oder töte (Killer calibro 32)
- 1967: Zwei Trottel gegen Django (Due Rrringos nel Texas)
- 1968: Auf die Knie, Django (Black Jack)
- 1968: Django – Melodie in Blei (Uno di piu all'inferno)
- 1969: Poppäa – Die Kaiserin der Gladiatoren (Le calde notti di Poppea)
- 1969: Die Rechnung zahlt der Bounty-Killer (La morte sull'alta collina)
- 1970: Der Tod sagt Amen (Arizona si scatenò… e li fece fuori tutti!)
- 1971: Uccidi Django… uccidi per primo!!!
- 1971: Le juge
- 1972: Girolimoni, das Ungeheuer von Rom (Girolimoni – il mostro di Roma)
- 1973: Wer macht was mit wem, und warum nicht mit mir? (Maria Rosa la guardona)